# 甲賀流忍術屋敷
甲賀流忍術屋敷（日语：／ Kōgaryūninjutsuyashiki）是現存於滋賀縣甲賀市的忍者屋敷。

## 概要
甲賀流忍術屋敷是甲賀流忍者甲賀五十三家頭領「望月出雲守」的住居，在元祿年間建成。
外觀是一般的日本家屋，不過內部則為了抵禦外敵、捕捉入侵的敵人，設計了「回轉戶」、「落穴」（落とし穴）、「隱梯子和隱部屋」（隠し梯子と隠し部屋）等許多機關。
另外，亦展示記載了甲賀忍者奧義的「甲賀流傳書（虎之卷）」和手裏劍、撒菱等貴重物品，從而了解忍者的生活。
屋敷上有望月氏家紋丸內九曜紋的瓦等。

## 健保茶
屋敷內有健康茶「健保茶」的試飲和販賣。健保茶是代代相傳的忍者秘傳飲料。忍者際了戰鬥和收集情報外，亦為了維持健康、治療傷勢和病患而使用許多薬草，因此精通藥草知識，健保茶由此而生。

## 外部連結
- 甲賀流忍術屋敷（甲賀望月氏本家旧邸） | 今に残る本物の忍術屋敷 （页面存档备份，存于）